# Proetida
Die Proetida sind eine der neun Ordnungen der ausgestorbenen Trilobiten (Trilobita). Sie waren ab dem Karbon die letzte überlebende Ordnung, bis auch sie schließlich an der Perm-Trias-Grenze ausstarben.

## Beschreibung
Bei den Proetida handelt es sich typischerweise um kleinere Arten von Trilobiten, die denen der Ordnung der Ptychopariida ähneln und von denen sie 1975 abgegrenzt wurden. Der Thorax besteht aus 8 bis 22 Segmenten, am häufigsten sind jedoch 10 Segmente vorhanden. Bei vielen Arten sind darüber hinaus Wangenstachel am Kopfschild ausgebildet. Durch diese beiden Eigenschaften sowie durch ihre holochroale Augen lassen sie sich von den ähnlich aussehenden Trilobiten der Unterordnung Phacopina aus der Ordnung Phacopida unterscheiden, deren Augen schizochroal sind. Die Facettenaugen sind für gewöhnlich groß und konvex und bestehen aus einem bis über 15.000 hexagonalen Einzelaugen. Das Cephalon weist opisthopare Gesichtsnähte auf, die Glabella ist groß, gut definiert und nach vorne verengt.

## Taxonomie
Die folgenden Superfamilien und Familien werden derzeit unterschieden:

### Superfamilie Aulacopleuroidea
- Familie Aulacopleuridae
- Familie Brachymetopidae
- Familie Rorringtoniidae

### Superfamilie Bathyuroidea
- Familie Bathyuridae
- Familie Dimeropygidae (including Celmidae)
- Familie Holotrachelidae
- Familie Hystricuridae
- Familie Raymondinidae (including Glaphuridae)
- Familie Telephinidae
- Familie Toernquistiidae

### Superfamilie Proetoidea
- Familie Phillipsiidae
- Familie Proetidae
- Familie Tropidocoryphidae